# Koúkos (Piérie)
Koúkos, en grec moderne : Κούκος, est un village du dème de Kateríni, de Macédoine-Centrale en Grèce.
Selon le recensement de 2011, la population du village s'élève à 335 habitants.